# Rhynchostegiella sumatrana
Rhynchostegiella sumatrana là một loài rêu trong họ Brachytheciaceae. Loài này được M. Fleisch. mô tả khoa học đầu tiên năm 1923.